# Кардава, Бачуки
Бачуки Кардава (груз. ბაჩუკი ქარდავა; 29 декабря 1969 — 27 декабря 2024) — грузинский политик, председатель Национально-демократической партии.
Окончил юридический факультет Ленинградского государственного университета и некоторое время работал в прокуратуре одного из районов города помощником прокурора.
С 1991 года руководитель аппарата председателя Национально-демократической партии Грузии Георгия Чантурии. Один из основателей и первый председатель (с 1993 года) движения Молодых национальных демократов, молодёжной организации НДП. В 1993—1994 годах член Президиума Национального совета Грузинской молодёжной организации.
С 1996 года член Главного комитета НДП и редактор партийной газеты «Грузинская хроника». С 1999 года секретарь НДП по связям с общественностью НДП. С 2002 года — генеральный секретарь и член Президиума Главного комитета. С 2003 по 2024 год председатель Национально-демократической партии.
В 2020—2024 годах — депутат Парламента Грузии 10-го созыва по партийному списку, избирательный блок: «Единое национальное движение — Объединённая оппозиция „Сила в единстве“». Председатель комитета по энергетике.
Умер 27 декабря 2024 года от перфорированной язвы.
Семья: жена, двое детей.